# 盖增孟将玛错钦玛
盖增孟将玛错钦玛是一个位于中国青海省海西蒙古族藏族自治州的湖泊，面积约为4.99平方千米，属于青藏高原。它的一级流域为内流区诸河，二级流域为柴达木内流区。